# Helvi Hämäläinen
Helvi Heleena Hämäläinen (née le 16 juin 1907 à Hamina et morte le 17 janvier 1998 à Espoo) est une écrivaine finlandaise.

## Ouvrages

### Romans
- Hyväntekijä (1930)
- Lumous (1934)
- Katuojan vettä (1935)
- Tyhjä syli (1937)
- Kylä palaa (1938)
- Säädyllinen murhenäytelmä (1941)
- Velvoitus (1942)
- Hansikas (1943)
- Kylä vaeltaa (1944)
- Pouta (1946)
- Sarvelaiset (1947)
- Ketunkivi (1948)
- Tuhopolttaja (1949)
- Kasperin jalokivet (1953)
- Kolme eloonherätettyä (1953)
- Karkuri (1961)
- Suden kunnia (1962)
- Kadotettu puutarha (1995)
- Säädyllinen murhenäytelmä (1995)
- Uusi Aadam (1997)

#### Romans posthumes
- Kylänruusut (1998)
- Kaunis sielu (écrit en 1927, publié en 2001)
- Raakileet (2007)

### Poésie
- Aaverakastaja (1936)
- Lapsellinen maa (1943)
- Voikukkapyhimykset (1947)
- Pilvipuku (1950)
- Surmayöt (1957)
- Punainen surupuku (1958)
- Pilveen sidottu (1961)
- Poltetut enkelit (1965)
- Sokeat lähteet (1967)
- Valitut runot (1973)
- (fi) Sukupolveni unta, Porvoo Helsinki Juva, WSOY, 1987 (ISBN 951-0-14569-6)
- Vihreä virta (1996)

### Pieces de théâtre
- Kuunsokea (1937)
- Viheriä poika (1946)
- Pilvi (1946)

### Autres
- (fi) Ritva Haavikko (ed.), Päiväkirjat 1955–1988 (journal 1955–1988), 1994
- (fi) Mika Waltari (ed.), Nuoret runoilijat 1934 (poèmes de Helli Hannula, Kyllikki Huhtala, Aari Surakka, Helvi Hämäläinen, Arvo Laro, Heikki Jylhä, Martti Laine, Oiva Paloheimo, Eino Kauppinen, Unto Kupiainen, Yrjö Teppo), WSOY, 1934.

## Prix et récompenses
- Médaille Pro Finlandia, 1959[2],[1]
- Prix Eino Leino, 1987
- Prix Aleksis-Kivi, 1958
- Prix national de littérature, 1936
- Prix du grand club du livre finlandais, 1987